# Destroyed
Destroyed je desáté studiové album amerického hudebníka Mobyho. Vydáno bylo v květnu roku 2011 společnostmi Mute Records a Little Idiot (druhé jmenované je Mobyho vlastní vydavatelství). V hitparádě Billboard 200 se umístilo na 69. příčce. Fotografie na obalu alba byla pořízena na newyorském letišti LaGuardia. Tehdy se Mobyho let zpozdil a on se rozhodl prozkoumat letiště, načež narazil na ceduli s nápisem „Zavazadla bez dozoru budou zničena“. Šlo o elektronickou ceduli, na níž se zobrazilo vždy jen jedno slovo z věty. Moby tedy vyčkal, až se objeví slovo „zničena“ (anglicky destroyed) a vyfotografoval jej.

## Seznam skladeb
1. „The Broken Places“ – 4:10
2. „Be the One“ – 3:29
3. „Sevastopol“ – 4:21
4. „The Low Hum“ – 4:13
5. „Rockets“ – 4:47
6. „The Day“ – 4:32
7. „Lie Down in Darkness“ – 4:26
8. „Victoria Lucas“ – 5:55
9. „After“ – 5:30
10. „Blue Moon“ – 3:31
11. „The Right Thing“ – 4:26
12. „Stella Maris“ – 5:14
13. „The Violent Bear It Away“ – 6:50
14. „Lacrimae“ – 8:05
15. „When You Are Old“ – 2:19